# Cora (satèl·lit)
Cora, també conegut com a Júpiter XLIX (designació provisional S/2003 J 14), és un satèl·lit natural de Júpiter. Va ser descobert el 2003 per un equip d'astrònoms de la Universitat de Hawaii liderat per Scott S. Sheppard.
Cora té uns 2 quilòmetres de diàmetre i orbita Júpiter en una distància mitjana de 23.239 Mm en 723,720 dies, amb una inclinació de 141° respecte a l'eclíptica (139° respecte a l'equador de Júpiter), en una direcció retrògrada i amb una excentricitat orbital de 0,2462. Pertant al grup de Pasífae, compsot per llunes irregulars retrògrades que orbiten Júpiter en una distància mitjana d'entre 22,8 i 24,1 Gm, amb inclinacions entre 144,5º i 158,3º.
Cora va ser anomenat en honor de Core, un nom alternatiu de la deessa grega Persèfone.